# Jennifer Hyman
Jennifer Hyman (Nova Iorque, 24 de agosto de 1980) é uma empresária norte-americana e CEO da Rent the Runway, uma empresa focada no aluguelde roupas e acessórios de alta qualidade. Em 2019, apareceu na lista de 100 pessoas mais influentes do ano pela Time.